# کیزیل وستوک
کیزیل وستوک (به لاتین: Kyzyl Vostok) یک منطقهٔ مسکونی در روسیه است که در باشقیرستان واقع شده‌است.